# موقع خلوي

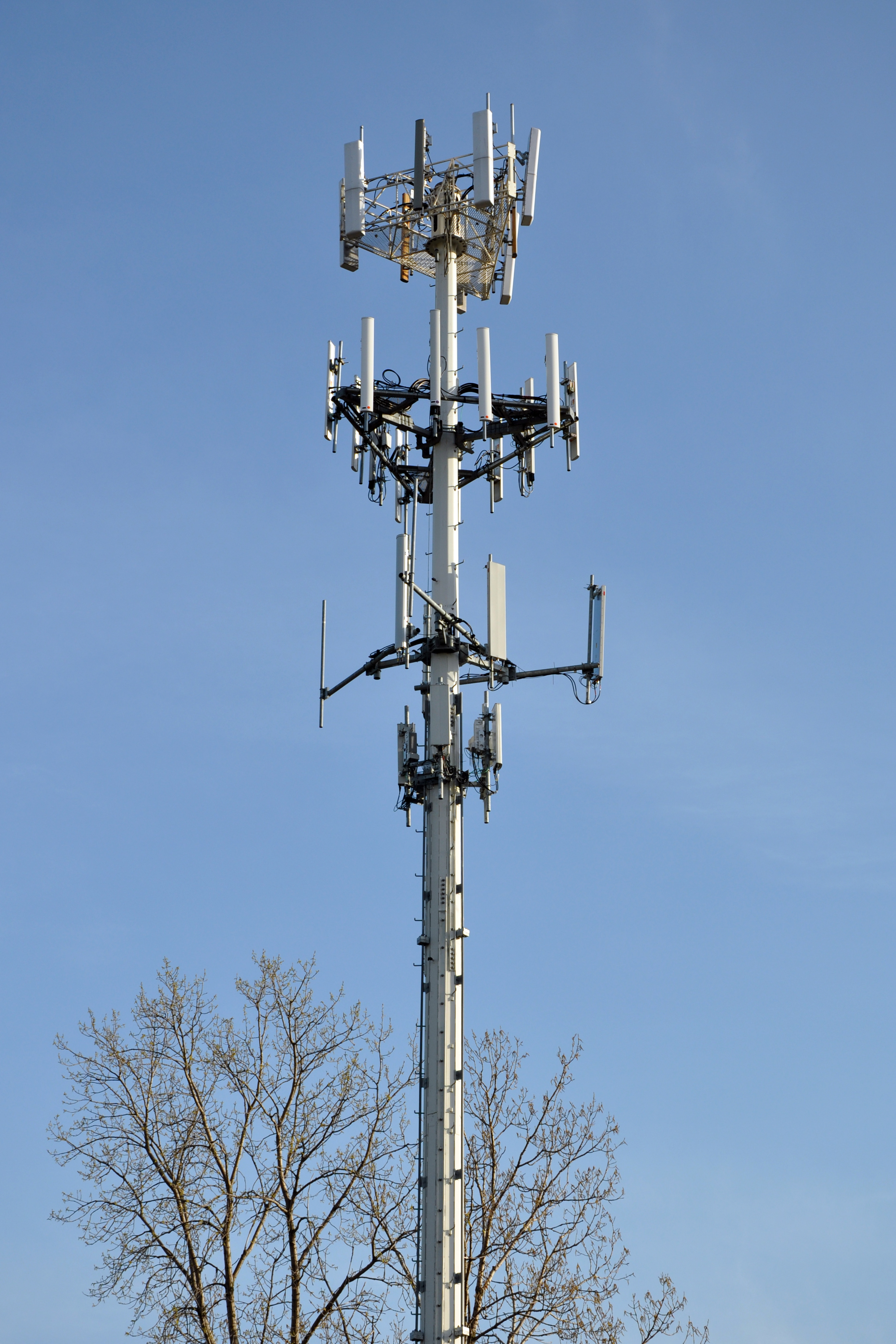
برج هاتف خلوي في بالاتين، إلينوي - الولايات المتحدة

الموقع الخلوي (بالإنجليزية: Cell site) يطلق عليه أيضاً البرج الخلوي أو المحطة الأساسية الخلوية وهو عبارة عن موقع جهاز محمول يدعم الاتصال الخلوي حيث يتم وضع الهوائيات ومعدات الاتصالات الإلكترونية - عادةً على صاري راديو أو برج أو أي هيكل مرتفع آخر - لإنشاء خلية (أو خلايا مجاورة) في شبكة خلوية. عادةً ما يدعم الهيكل المرتفع الهوائي  واحد أو أكثر من مجموعة من جهاز الإرسال / الاستقبال، معالجات الإشارات الرقمية ودارات التحكم الإلكترونية، والجهاز المُستقبل في نظام الملاحة بالأقمار الصناعية (GPS) لتوقيت (ل CDMA2000 / IS-95 أو أنظمة جي إس إم)، ومصدر أساسي للطاقة الكهربائية الاحتياطية المصادر.
في شبكات النظام العالمي للاتصالات المتنقلة (GSM)، المصطلح الصحيح هو محطة البث القاعدية (BTS)، والمرادفات العامية هي «سارية الهاتف المحمول» أو «المحطة الأساسية». غالبًا ما يوفر العديد من مزودي الخدمة الخلوية المال عن طريق تركيب هوائياتهم على سارية مشتركة؛ نظرًا لأن الأنظمة المنفصلة تستخدم ترددات مختلفة، يمكن وضع الهوائيات بالقرب من بعضها دون التداخل مع بعضها البعض. تقوم بعض الشركات المزودة بتشغيل شبكات خلوية متعددة وتستخدم بالمثل محطات قاعدية مشتركة لشبكتين أو أكثر من الشبكات الخلوية (سي دي إم أيه 2000 أو جي إس إم، على سبيل المثال).
تتطلب بعض المدن أن تكون المواقع الخلوية غير واضحة؛ يمكن مزجها مع المنطقة المحيطة  أو تركيبها على المباني  أو الأبراج الإعلانية. غالبًا ما تخفي المناظر الطبيعية للأشجار أبراج الخلايا داخل شجرة اصطناعية أو محفوظة. يشار إلى هذه التركيبات عمومًا بمواقع الخلايا المخفية أو مواقع الخلايا الشبحية.

## نظرة عامة
الشبكة الخلوية هي شبكة من الهواتف المحمولة المحمولة (الهواتف المحمولة) حيث يتصل كل هاتف بشبكة الهاتف عن طريق موجات الراديو عبر هوائي محلي في محطة قاعدة خلوية (موقع خلوي). تنقسم منطقة التغطية التي يتم فيها تقديم الخدمة إلى فسيفساء من المناطق الجغرافية الصغيرة تسمى «الخلايا»، يخدم كل منها جهاز إرسال واستقبال متعدد القنوات منفصل منخفض الطاقة وهوائي في محطة أساسية. تتواصل جميع الهواتف المحمولة داخل الخلية مع النظام من خلال هوائي تلك الخلية، على قنوات تردد منفصلة يتم تعيينها بواسطة المحطة الأساسية من مجموعة شائعة من الترددات المستخدمة من قبل النظام.
الغرض من التنظيم الخلوي هو الحفاظ على عرض النطاق الترددي الراديوي عن طريق إعادة استخدام التردد؛ لا تنتقل إشارات الراديو منخفضة الطاقة المستخدمة داخل كل خلية إلى أبعد من الخلية، لذلك يمكن إعادة استخدام قنوات الراديو في خلايا منفصلة جغرافيًا. عندما ينتقل مستخدم الهاتف المحمول من خلية إلى أخرى، يتم «تسليم» هاتفه تلقائيًا إلى هوائي الخلية الجديدة، وتخصيص مجموعة جديدة من الترددات، ومن ثم الاتصال بهذا الهوائي. عملية التسليم في الخلفية غير محسوسة للمستخدم ويمكن أن تحدث في منتصف مكالمة هاتفية دون أي انقطاع في الخدمة. يحتوي كل هاتف خلوي على جهاز إرسال واستقبال رقمي آلي مزدوج الاتجاه ويتصل بهوائي الخلية عبر قناتين من قنوات الراديو الرقمية في نطاق التردد فوق العالي (UHF) أو الموجات الدقيقة، واحدة لكل اتجاه في المحادثة ثنائية الاتجاه، بالإضافة إلى قناة تحكم تتعامل مع تسجيل الهاتف مع الشبكة، الاتصال وعملية التسليم.
عادةً ما يقع برج الخلية على حافة خلية واحدة أو أكثر ويغطي خلايا متعددة باستخدام هوائيات اتجاهية. الهندسة الشائعة هي تحديد موقع الخلية عند تقاطع ثلاث خلايا متجاورة، مع ثلاثة هوائيات بزاوية 120 درجة تغطي كل منها خلية واحدة. نوع الهوائي المستخدم لمحطات القاعدة الخلوية (المستطيلات البيضاء العمودية في الصور)، المسمى الهوائي القطاعي، يتكون عادةً من مجموعة خطية عمودية من ثنائيات الأقطاب. يحتوي على نمط إشعاع مسطح على شكل مروحة، والذي يميل قليلاً لأسفل لتغطية منطقة الخلية دون أن يشع بزوايا أعلى إلى خلايا بعيدة تعيد استخدام نفس الترددات. يجب ضبط زاوية ارتفاع الهوائي بعناية، بحيث تغطي الحزمة الخلية بأكملها دون أن تشع بعيدًا جدًا. في الهوائيات القطاعية الحديثة، يمكن عادةً تعديل إمالة الحزمة إلكترونيًا، لتجنب ضرورة قيام عامل خطي بتسلق البرج لإمالة الهوائي ميكانيكيًا عند الحاجة إلى التعديل.

## معرض الصور

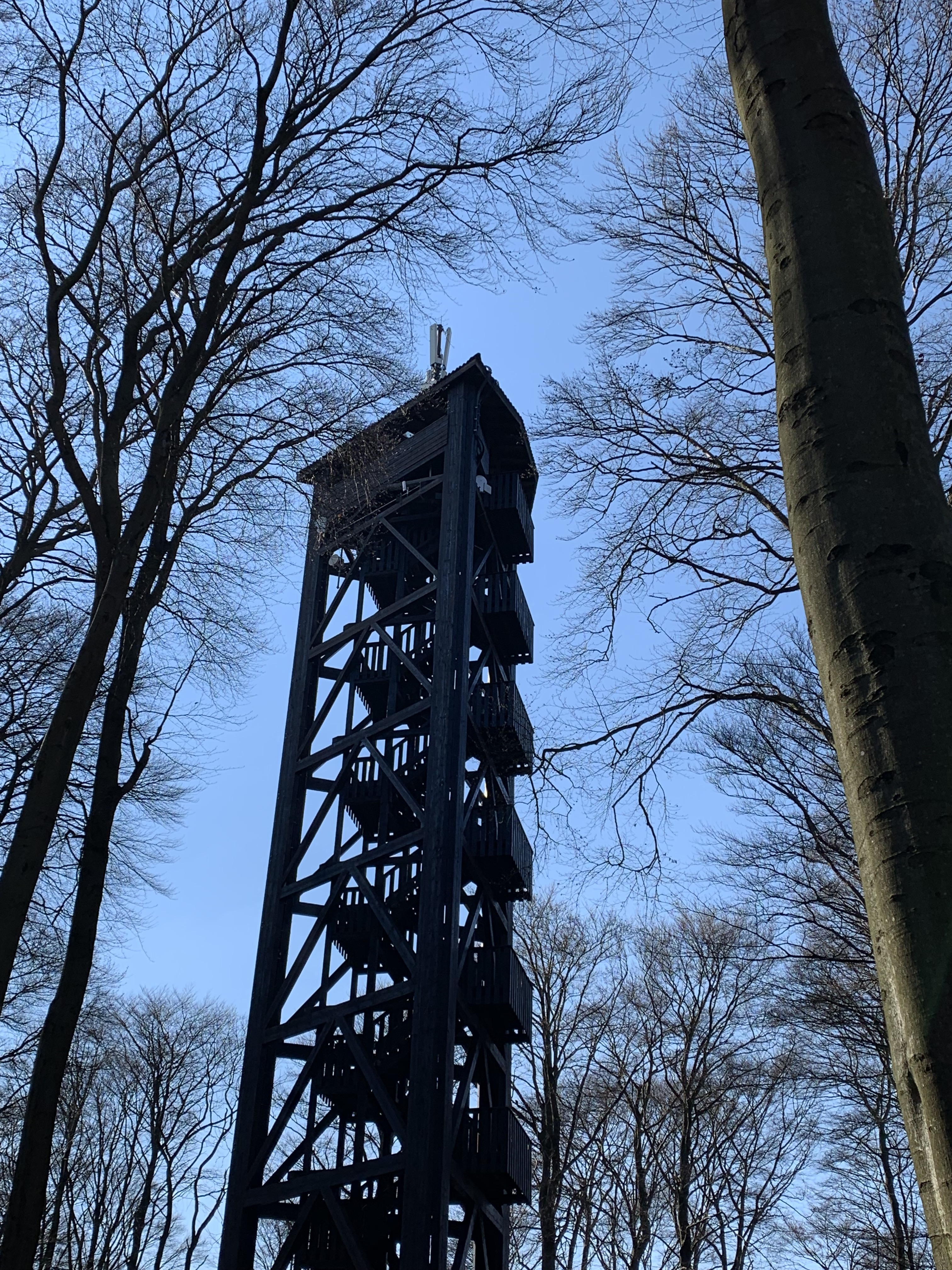
موقع خلية فوق برج مراقبة
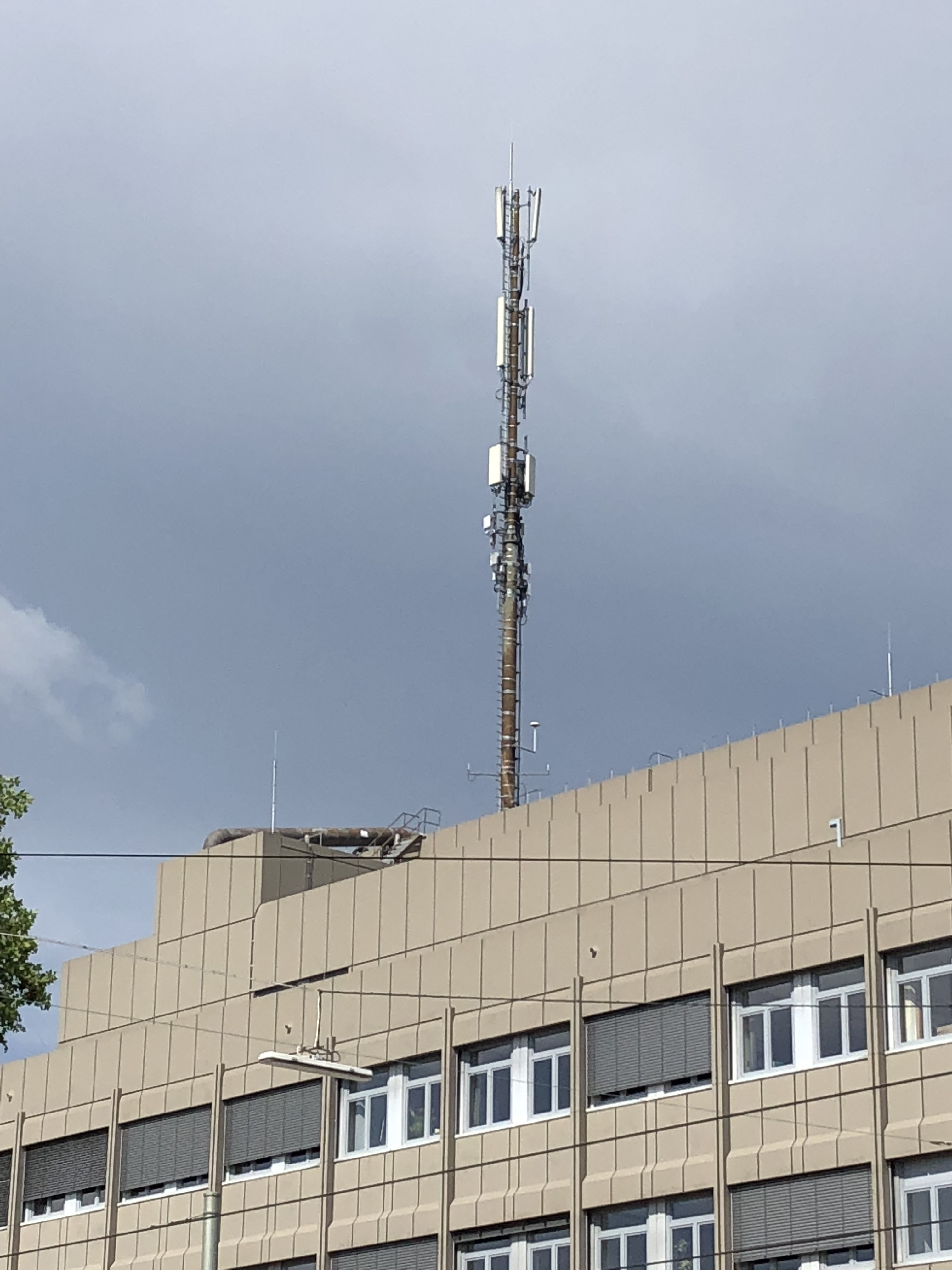
برج خلوي تابع لشركة دويتشه تيليكوم أعلى مبنى في كارلسروه ، ألمانيا
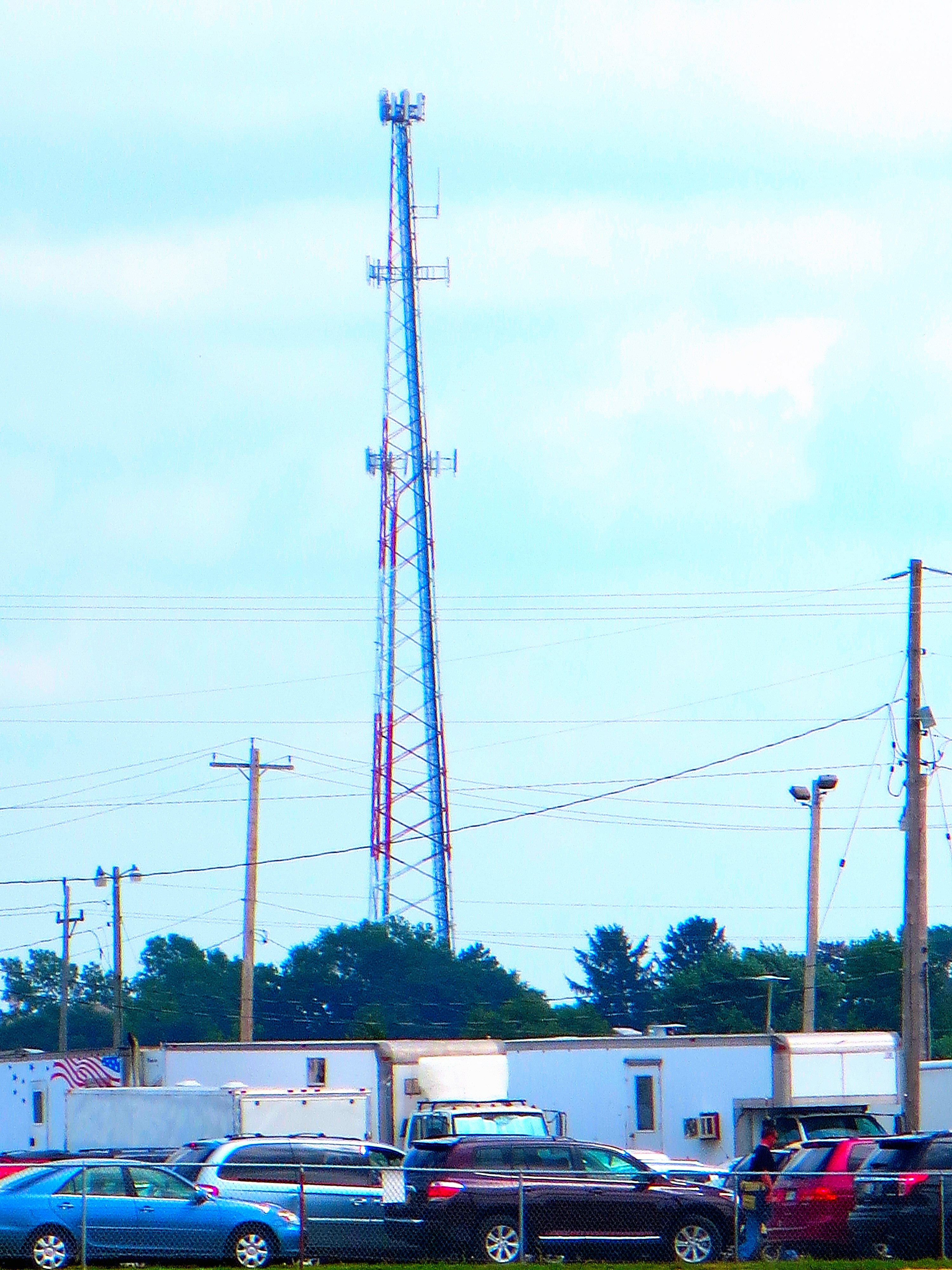
برج الخورن سيل - بانوراما
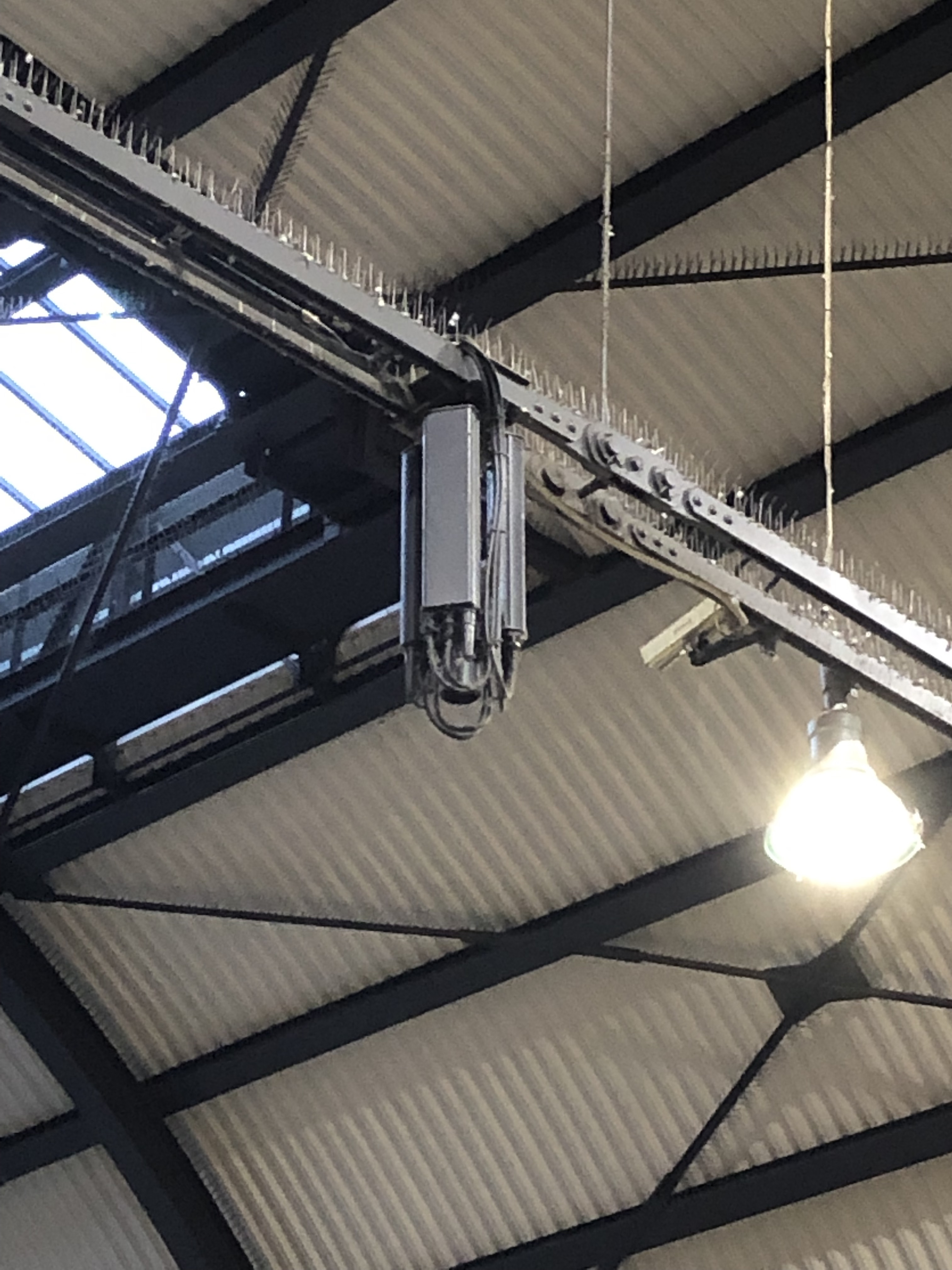
موقع الخلية الداخلي لشركة دويتشه تيليكوم في ألمانيا
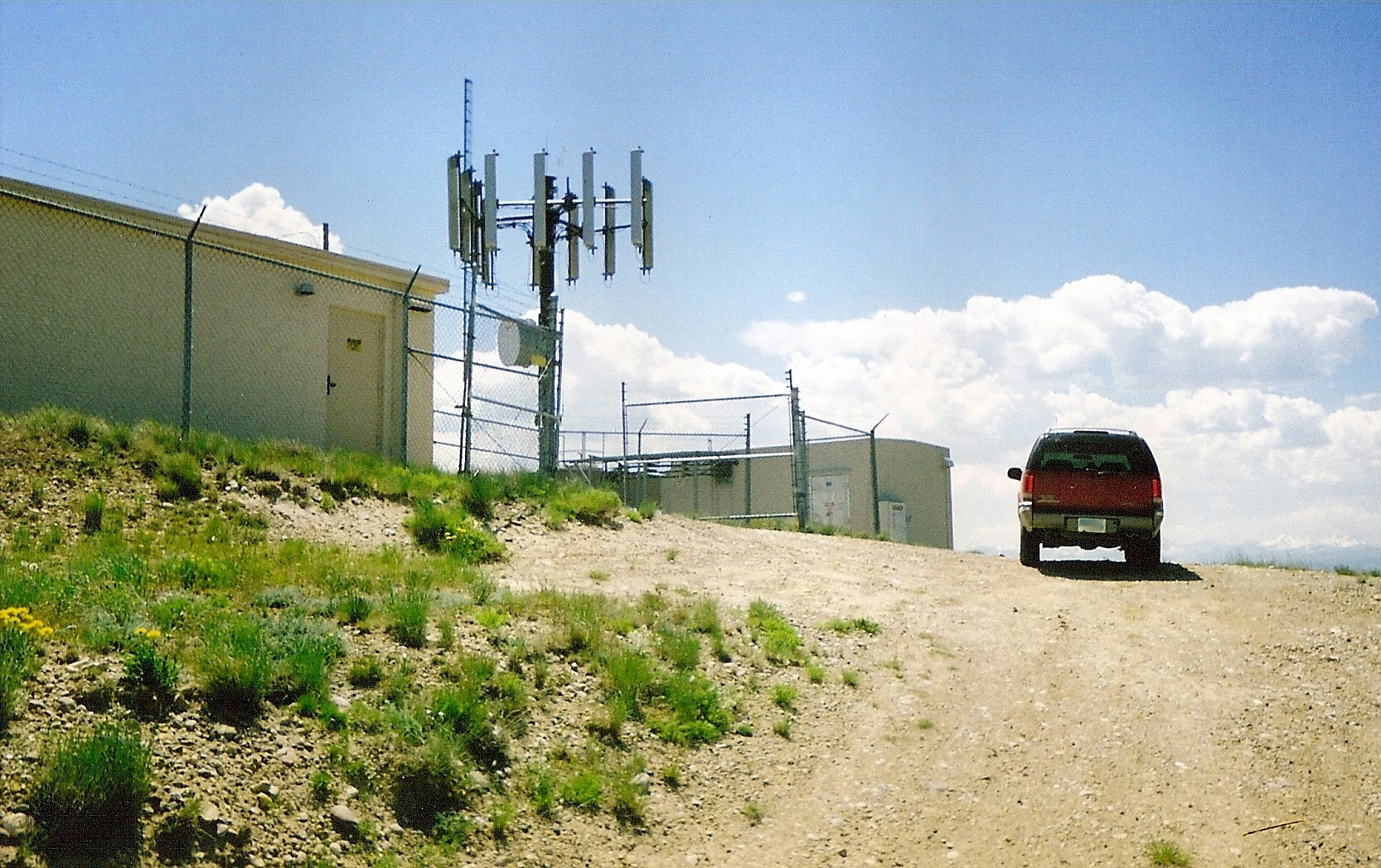
موقع خلية قصيرة الصاري على قمة جبل في وايومنغ ، الولايات المتحدة الأمريكية
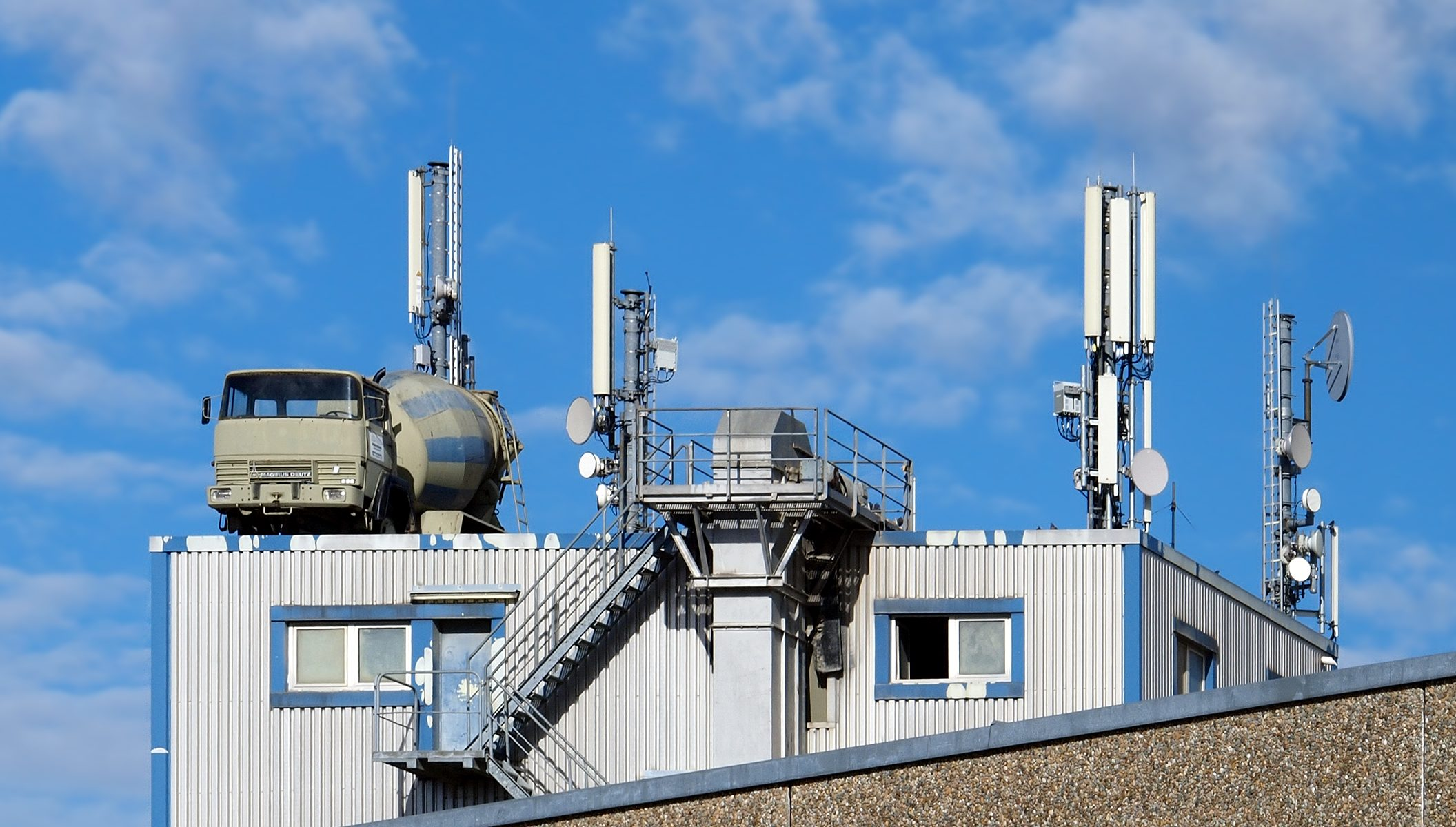
هوائيات فوق مصنع للخرسانة في ألمانيا
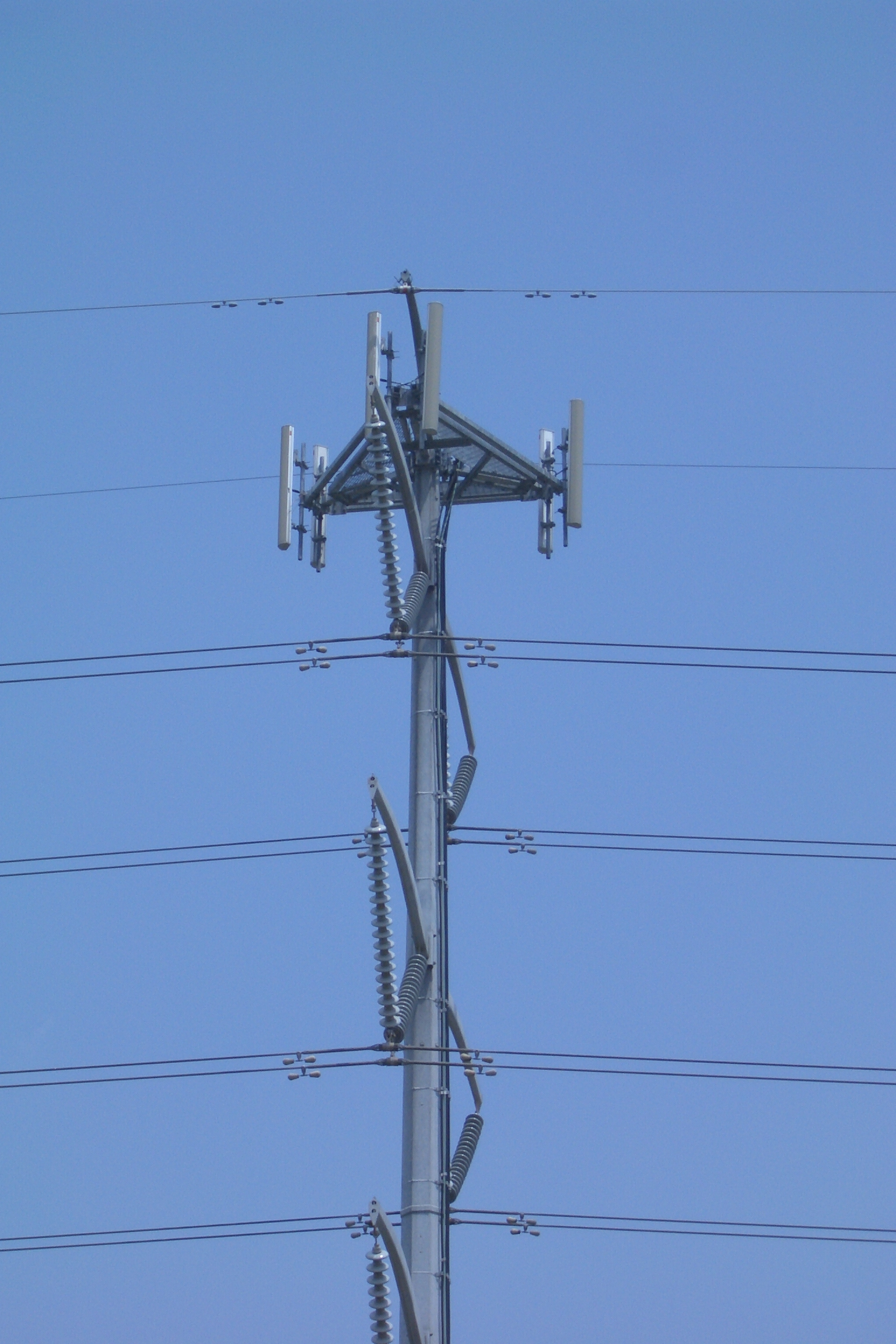
مصفوفة هوائي على قمة برج كهربائي
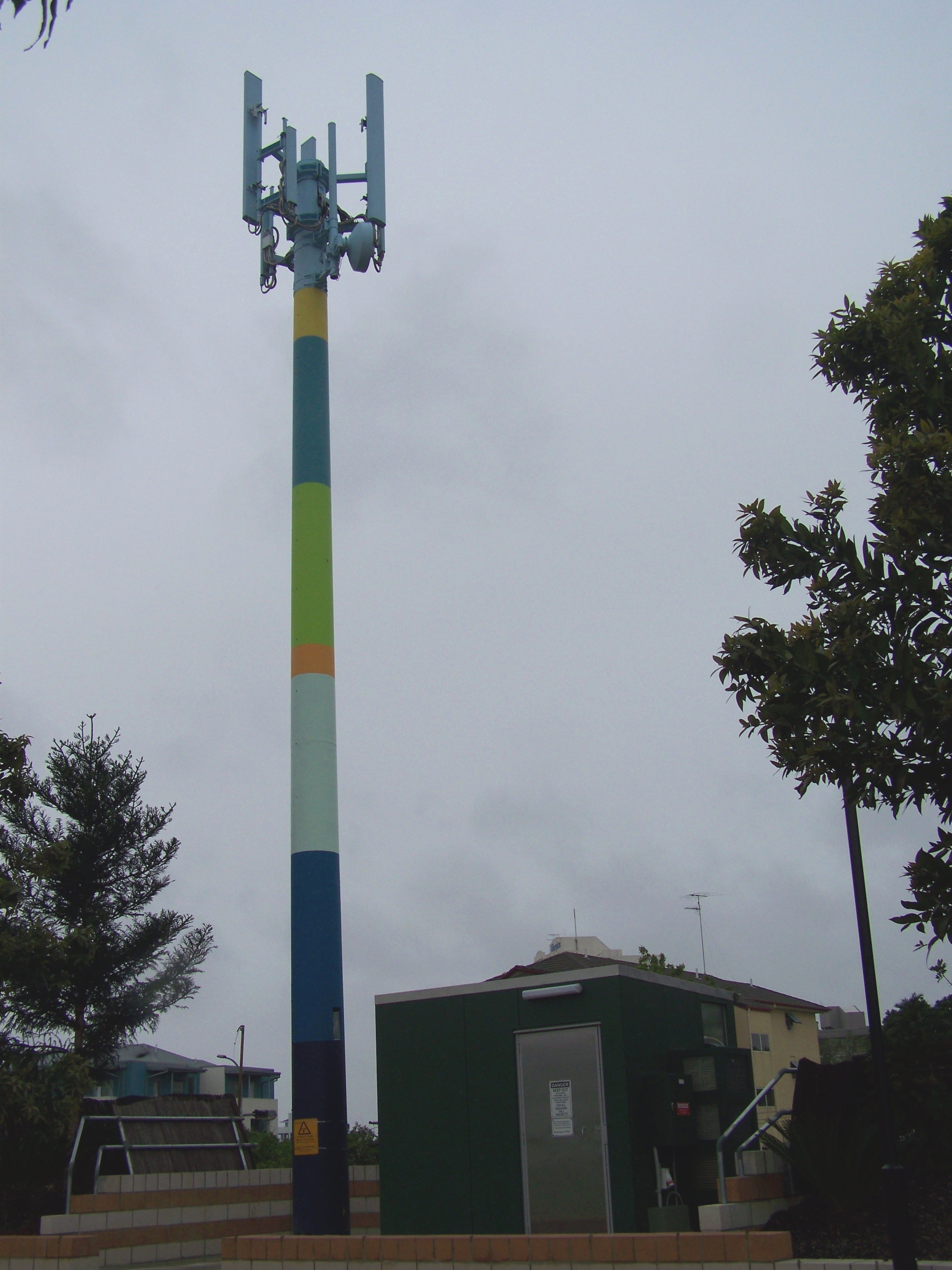
برج هاتف محمول في كانجارو بوينت ، كوينزلاند ، رسم ليشابه عصا التحدث من السكان الأصليين.
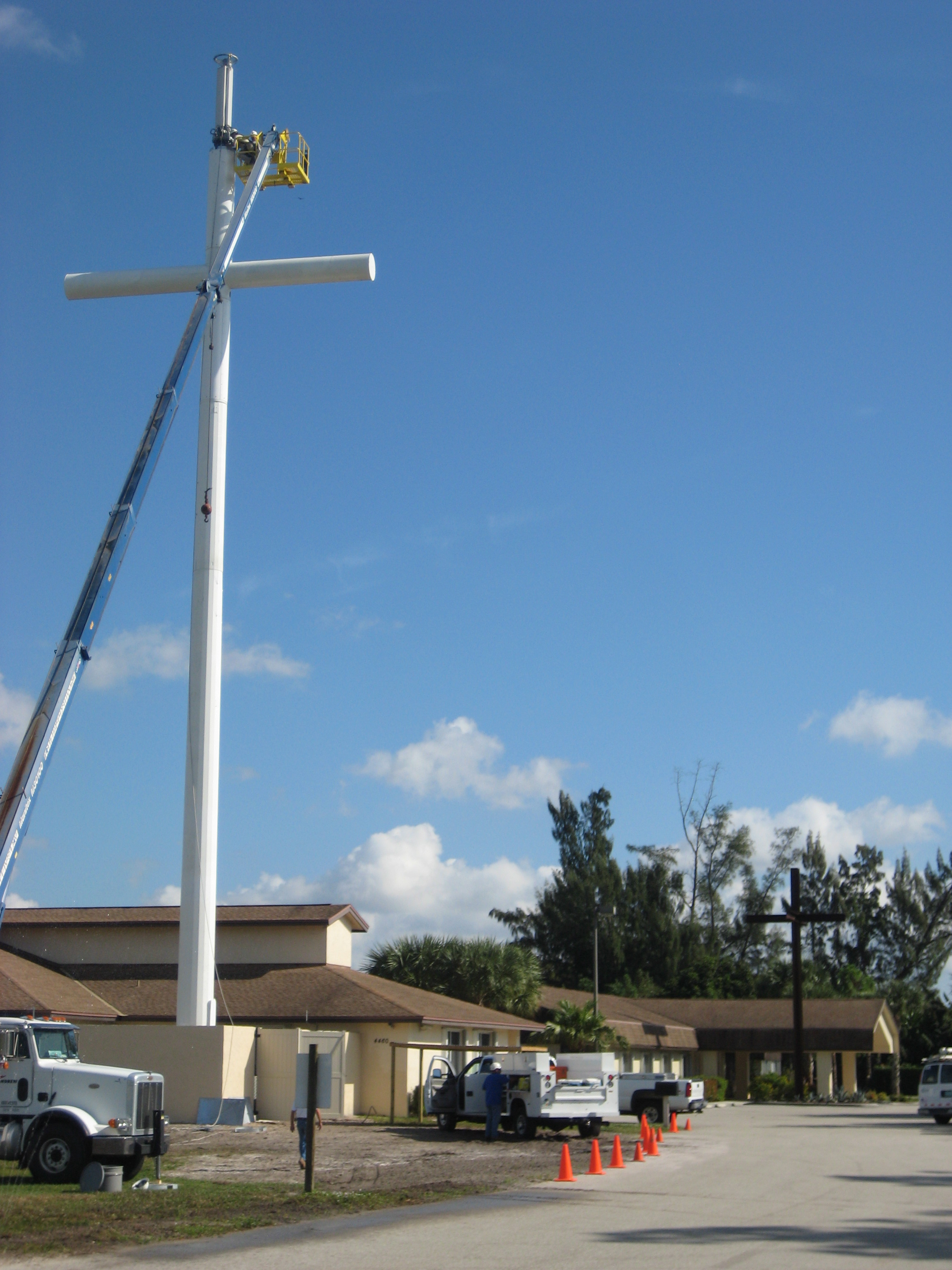
هذا الصليب الذي يبلغ ارتفاعه 100 قدم في كنيسة عيد الغطاس اللوثرية، في ليك وورث، فلوريدا يخفي معدات تي موبايل الولايات المتحدة.
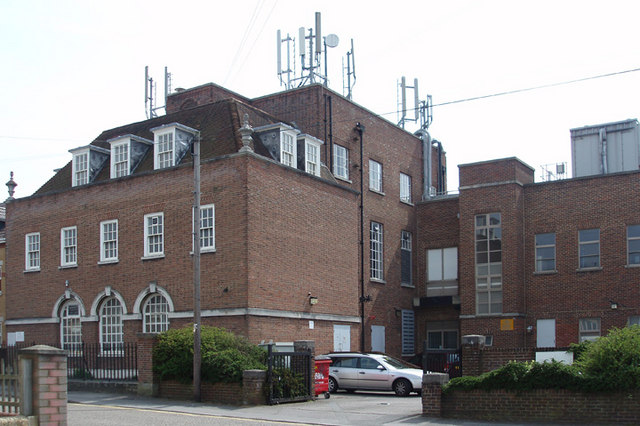
موقع الخلية يقع فوق مبنى قائم
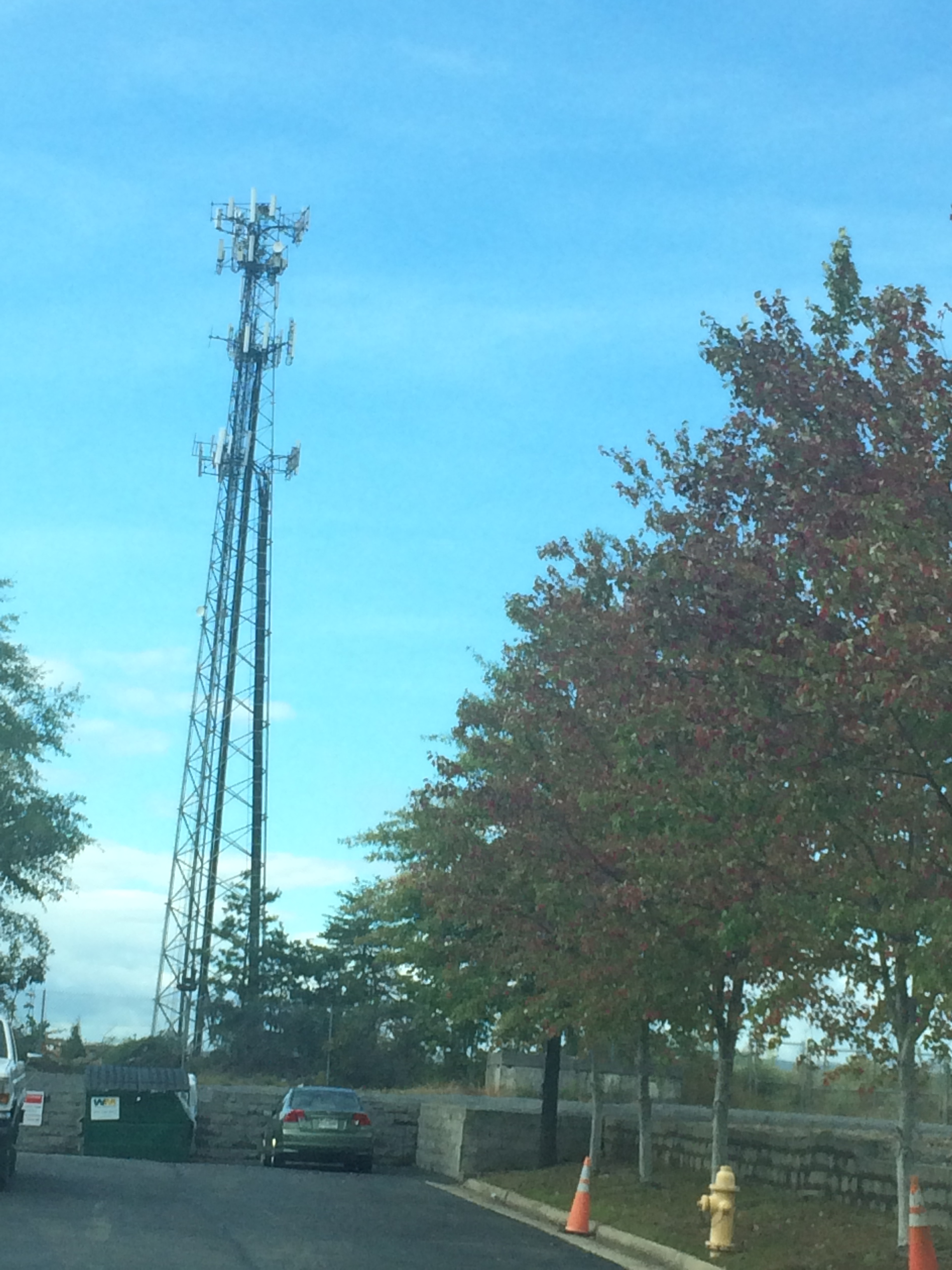
برج خلية أمريكي قياسي في غينزفيل، فيرجينيا.
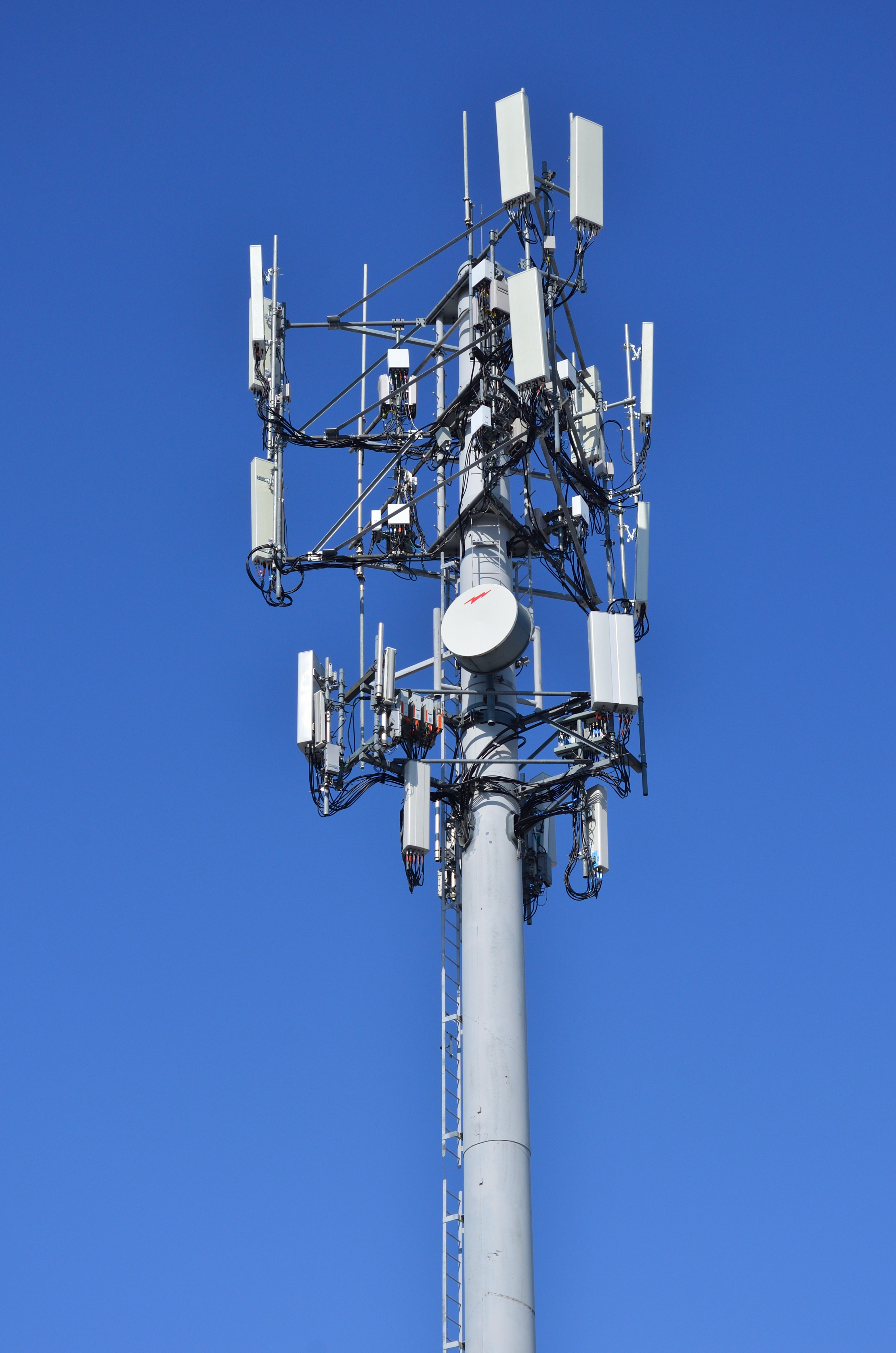
برج خلوي يحمل هوائيات لشبكتين خلويتين في ريتشموند هيل ، أونتاريو .

## عملية

### نطاق
نطاق عمل الموقع الخلوي (النطاق الذي تتصل به الأجهزة المحمولة بشكل موثوق بالموقع الخلوي) ليس رقمًا ثابتًا. سيعتمد على عدد من العوامل، بما في ذلك على سبيل المثال لا الحصر:
- ارتفاع الهوائي فوق التضاريس المحيطة (انتشار خط البصر).
- تردد الإشارة قيد الاستخدام.
- القدرة المقدرة لجهاز الإرسال.
- معدل بيانات الوصلة الصاعدة / الهابطة المطلوبة لجهاز المشترك.[7]
- الخصائص الاتجاهية لمجموعة هوائي الموقع.
- انعكاس وامتصاص الطاقة الراديوية بواسطة المباني أو الغطاء النباتي.
- قد تكون مقيدة أيضًا بالعوامل الجغرافية أو التنظيمية المحلية وظروف الطقس.
- بالإضافة إلى ذلك، هناك قيود زمنية في بعض التقنيات (على سبيل المثال، حتى في المساحة الخالية، سيقتصر جي إس إم على 35 كم مع 70 كم ممكن مع معدات خاصة)

بشكل عام، في المناطق التي يوجد بها عدد كافٍ من مواقع الخلايا لتغطية مساحة واسعة، سيتم تعيين نطاق كل منها على:
- تأكد من وجود تداخل كافٍ لـ «التسليم» من / إلى مواقع أخرى (نقل إشارة جهاز محمول من موقع خلوي إلى آخر، لتلك التقنيات التي يمكنها التعامل معها - على سبيل المثال، إجراء مكالمة هاتفية عبر GSM أثناء التواجد في السيارة أو القطار).
- تأكد من أن مساحة التداخل ليست كبيرة جدًا، لتقليل مشاكل التداخل مع المواقع الأخرى.

في الممارسة العملية، يتم تجميع مواقع الخلايا في مناطق ذات كثافة سكانية عالية، مع أكثر المستخدمين المحتملين. حركة الهاتف الخلوي من خلال موقع واحد محدودة بقدرة المحطة الأساسية؛ يوجد عدد محدود من المكالمات أو حركة البيانات التي يمكن لمحطة أساسية التعامل معها في وقت واحد. عادةً ما يكون تحديد السعة هذا هو العامل الذي يحدد التباعد بين مواقع سارية الخلايا. في مناطق الضواحي، عادة ما تكون الصواري متباعدة من 1 إلى 2 ميل (2-3 كم) بعيدًا وفي المناطق الحضرية الكثيفة، قد تكون الصواري قريبة من مسافة-ميل (400-800 م).
يعتمد المدى الأقصى للصاري (حيث لا يكون مقيدًا بالتداخل مع صواري أخرى قريبة) على نفس الاعتبارات. على أي حال، فإن العامل المحدد هو قدرة الهاتف الخلوي الشخصي منخفض الطاقة على الإرسال مرة أخرى إلى السارية. كدليل تقريبي، بناءً على سارية طويلة وتضاريس مسطحة، قد يكون من الممكن الحصول على ما بين 50 و 70 كم (30-45 ميلاً). عندما تكون التضاريس شديدة التلال، يمكن أن تختلف المسافة القصوى من 5 كيلومتر (3.1 ميل) إلى 8 كيلومتر (5.0 ميل) بسبب تعدي الأجسام الوسيطة في منطقة فريسنل ذات المركز الواسع للإشارة. اعتمادًا على التضاريس والظروف الأخرى، يمكن لبرج جي إس إم أن يحل محل ما بين 2 و 50 ميل (80 كـم) من الكابلات للشبكات اللاسلكية الثابتة. بالإضافة إلى ذلك، تتمتع بعض التقنيات، مثل جي إس إم، بمدى أقصى مطلق إضافي يبلغ 35 كيلومتر (22 ميل)، والتي تفرضها القيود التقنية. CDMA و IDEN ليس لهما حد محدد بالتوقيت.

#### مثال عملي للمدى
- برج محطة قاعدة متنقلة 3G / 4G / 5G (FR1): من الممكن تقنيًا تغطية ما يصل إلى 50 كم -150 كم. (ماكروسيل) [11]
- 5G (FR2) محطة قاعدة متنقلة: المسافات بين محطة القاعدة 5G حوالي 250-300 متر، بسبب استخدام موجات المليمتر.[12]

### إعادة استخدام القناة
مفهوم النطاق «الأقصى» مضلل في الشبكة الخلوية. تم تصميم الشبكات الخلوية لدعم العديد من المحادثات مع عدد محدود من القنوات الراديوية (شرائح من طيف الترددات الراديوية اللازمة لإجراء محادثة واحدة) المرخصة لمشغل خدمة خلوية. للتغلب على هذا القيد، من الضروري تكرار وإعادة استخدام نفس القنوات في مواقع مختلفة. مثلما يتغير راديو السيارة من محطة محلية إلى محطة محلية مختلفة تمامًا بنفس التردد عند السفر إلى مدينة أخرى، يتم إعادة استخدام نفس قناة الراديو على سارية خلوية على بعد أميال قليلة فقط. للقيام بذلك، يتم الاحتفاظ بإشارة سارية الخلية عن قصد عند طاقة منخفضة وفي كثير من الحالات تميل إلى الأسفل للحد من وصولها. يسمح هذا بتغطية مساحة صغيرة بما يكفي لعدم الاضطرار إلى دعم محادثات أكثر مما يمكن أن تحمله القنوات المتاحة. نظرًا للترتيب القطاعي للهوائيات على البرج، فمن الممكن تغيير القوة والزاوية لكل قطاع اعتمادًا على التغطية من الأبراج الأخرى في المنطقة.

### عامل تحديد الإشارة
قد لا يعمل الهاتف المحمول في بعض الأحيان لأنه بعيد جدًا عن السارية، أو لأن الهاتف في مكان حيث يتم تخفيف إشارات الهاتف الخلوي بسبب جدران المباني السميكة أو التلال أو الهياكل الأخرى. لا تحتاج الإشارات إلى خط رؤية واضح ولكن التداخل الراديوي الأكبر سيقلل أو يلغي الاستقبال. عندما يحاول العديد من الأشخاص استخدام الصاري الخلوي في نفس الوقت، على سبيل المثال أثناء ازدحام المرور أو حدث رياضي، فستظهر إشارة على شاشة الهاتف ولكن يتم حظره من بدء اتصال جديد. العامل المحدد الآخر للهواتف المحمولة هو القدرة على إرسال إشارة من بطاريتها منخفضة الطاقة إلى الموقع الخلوي. تعمل بعض الهواتف المحمولة بشكل أفضل من غيرها تحت طاقة منخفضة أو بطارية منخفضة، ويرجع ذلك عادةً إلى القدرة على إرسال إشارة جيدة من الهاتف إلى السارية.
تعمل وحدة التحكم في المحطة الأساسية (كمبيوتر مركزي متخصص في إجراء اتصالات الهاتف) وذكاء الهاتف المحمول على تتبع وتسمح للهاتف بالتبديل من عمود إلى آخر أثناء المحادثة. عندما يتحرك المستخدم نحو السارية، فإنه يختار أقوى إشارة ويطلق الصاري الذي أصبحت الإشارة منه أضعف؛ تصبح هذه القناة على هذا الصاري متاحة لمستخدم آخر.

### تحديد الموقع الجغرافي
تحديد الموقع الجغرافي الخلوي أقل دقة من نظام التموضع العالمي، ولكنه متاح للأجهزة التي لا تحتوي على مستقبلات جي بي إس وحيث لا يتوفر نظام التموضع العالمي. تتنوع دقة هذا النظام وتكون أعلى عندما تكون طرق الارتباط الأمامية المتقدمة ممكنة وتكون أدنى مستوى حيث يمكن الوصول إلى موقع خلية واحدة فقط، وفي هذه الحالة يكون الموقع معروفًا فقط أنه ضمن تغطية ذلك الموقع.
الارتباط الأمامي المتقدم هو المكان الذي يكون فيه الجهاز ضمن نطاق ثلاثة مواقع خلوية على الأقل وحيث نفذ الناقل استخدام نظام التوقيت.
هناك طريقة أخرى تستخدم زاوية الوصول (AoA) وتحدث عندما يكون الجهاز في نطاق موقعين خليويين على الأقل، وينتج دقة متوسطة. يستخدم نظام جي بي إس المساعد كلاً من إشارات الأقمار الصناعية والهواتف المحمولة.
في الولايات المتحدة، بالنسبة لخدمة الاتصال في حالات الطوارئ باستخدام بيانات الموقع (تسمى محليًا «911 المحسّن»)، كان مطلوبًا أن تدعم هذه الخدمة 95٪ على الأقل من الهواتف الخلوية المستخدمة في 31 ديسمبر 2005. فات العديد من شركات النقل هذا الموعد النهائي وتم تغريمها من قبل لجنة الاتصالات الفيدرالية.

### قوة الراديو والصحة
تقول لجنة الاتصالات الفيدرالية: «تشير بيانات القياس التي تم الحصول عليها من مصادر مختلفة باستمرار إلى أن كثافة الطاقة على مستوى الأرض» الأسوأ «بالقرب من الأبراج الخلوية النموذجية تكون في حدود 1 µ واط / سم 2 (أو 10 ميغاواط / متر مربع) أو أقل (عادة أقل بكثير).» 
الهواتف المحمولة والأبراج الخلوية والواي فاي والعدادات الذكية وهواتف ديكت والهواتف اللاسلكية وأجهزة مراقبة الأطفال وغيرها من الأجهزة اللاسلكية تصدر جميعها ترددات لاسلكية غير مؤينة، والتي صنفتها منظمة الصحة العالمية على أنها مادة مسرطنة "محتملة"،  على الرغم من أنه وفقًا للمعهد الوطني للسرطان "لم يتم تحديد آلية يمكن أن تسبب إشعاع الترددات الراديوية ELF-EMFs الإصابة بمرض السرطان.

## مواقع مؤقتة
على الرغم من أن الهوائيات الخلوية عادة ما تكون متصلة بهياكل دائمة، إلا أن شركات النقل تحتفظ أيضًا بأساطيل من المركبات، تسمى الخلايا على عجلات (COWs)، والتي تعمل كمواقع خلوية مؤقتة. قد يتم تضمين مولد للاستخدام حيث شبكة الطاقة الكهربائية غير متوفرة، والنظام قد يكون لاسلكي حيث استخدام رابط يتيح وصلة سلكية غير متوفر.
تُستخدم الخلايا على العجلات أيضًا في مواقع الخلايا الدائمة - كبديل مؤقت للمعدات التالفة، أثناء الانقطاعات المخطط لها، ولزيادة القدرات مثل أثناء الاتفاقيات.

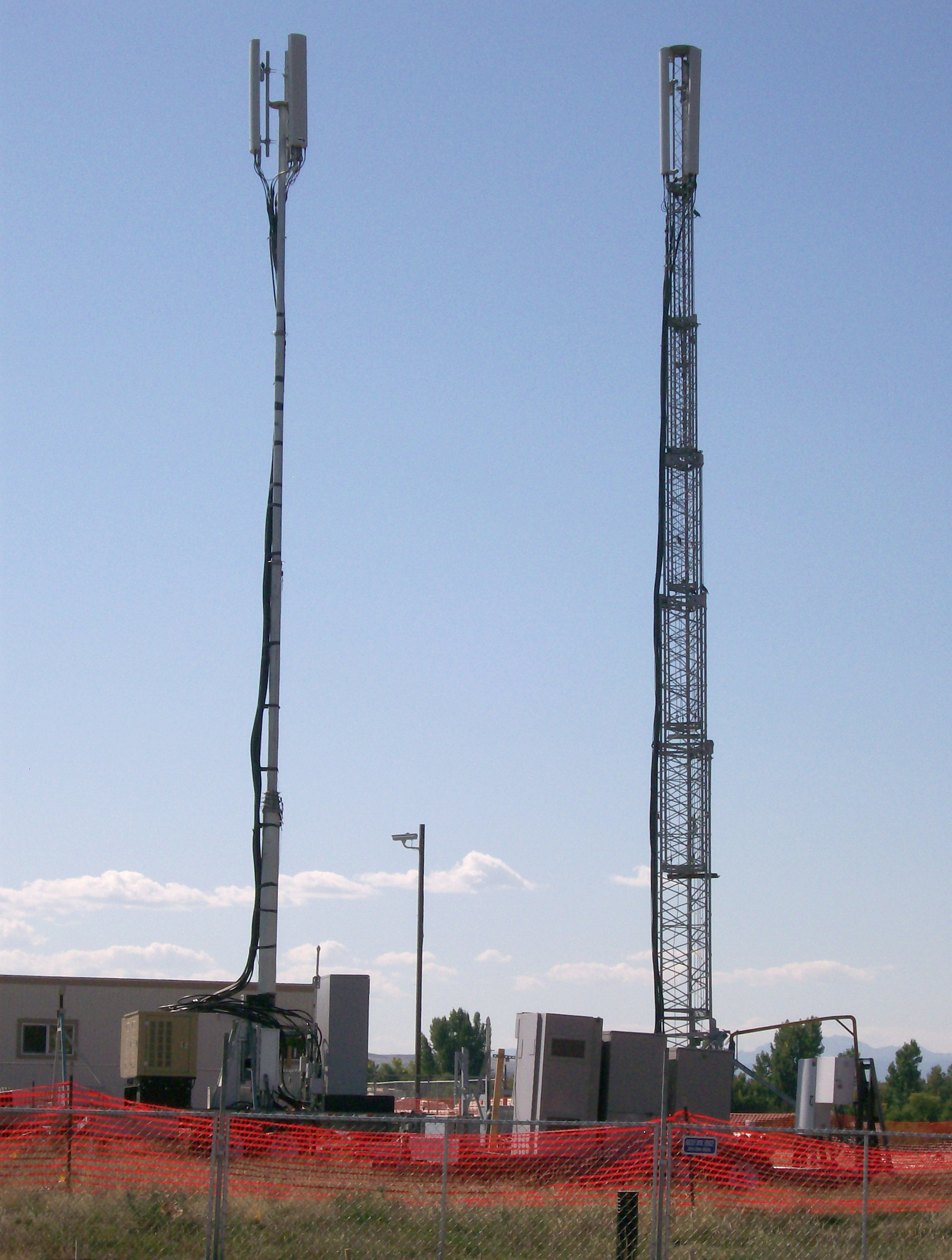
خلية على عجلات (COW)

## توظيف
يُطلق على عمال الموقع الخلوي اسم متسلقي الأبراج أو عمال برج الإرسال. غالبًا ما يعمل عمال برج النقل على ارتفاعات تصل إلى 1500 قدم (450 قدمًا) م)، وأداء أعمال التركيب والصيانة والإصلاح للهواتف الخلوية وشركات الاتصالات اللاسلكية الأخرى.

## إعداد وكالة تجسس
وفقًا للوثائق التي تم تسريبها إلى دير شبيجل، فإن وكالة الأمن القومي تبيع 40 ألف دولار «محطة قاعدة جي إس إم نشطة» لاستخدامها كأداة لتقليد برج الهاتف المحمول وبالتالي مراقبة الهواتف المحمولة.
في نوفمبر 2014، ذكرت صحيفة وول ستريت جورنال أن مجموعة العمليات الفنية التابعة للمارشال الأمريكيين تستخدم أجهزة تجسس، تُعرف باسم «ديرتبوكس»، لتقليد إشارات برج الخلية القوية. تم تصميم هذه الأجهزة لجعل الهواتف المحمولة تنتقل إلى البرج، حيث إنها أقوى إشارة في متناول اليد. يتم وضع الأجهزة على الطائرات لإنشاء «شبكة سحب» بشكل فعال، وجمع البيانات حول الهواتف أثناء تحرك الطائرات فوق المناطق المأهولة بالسكان.

## أنظمة خارج الشبكة

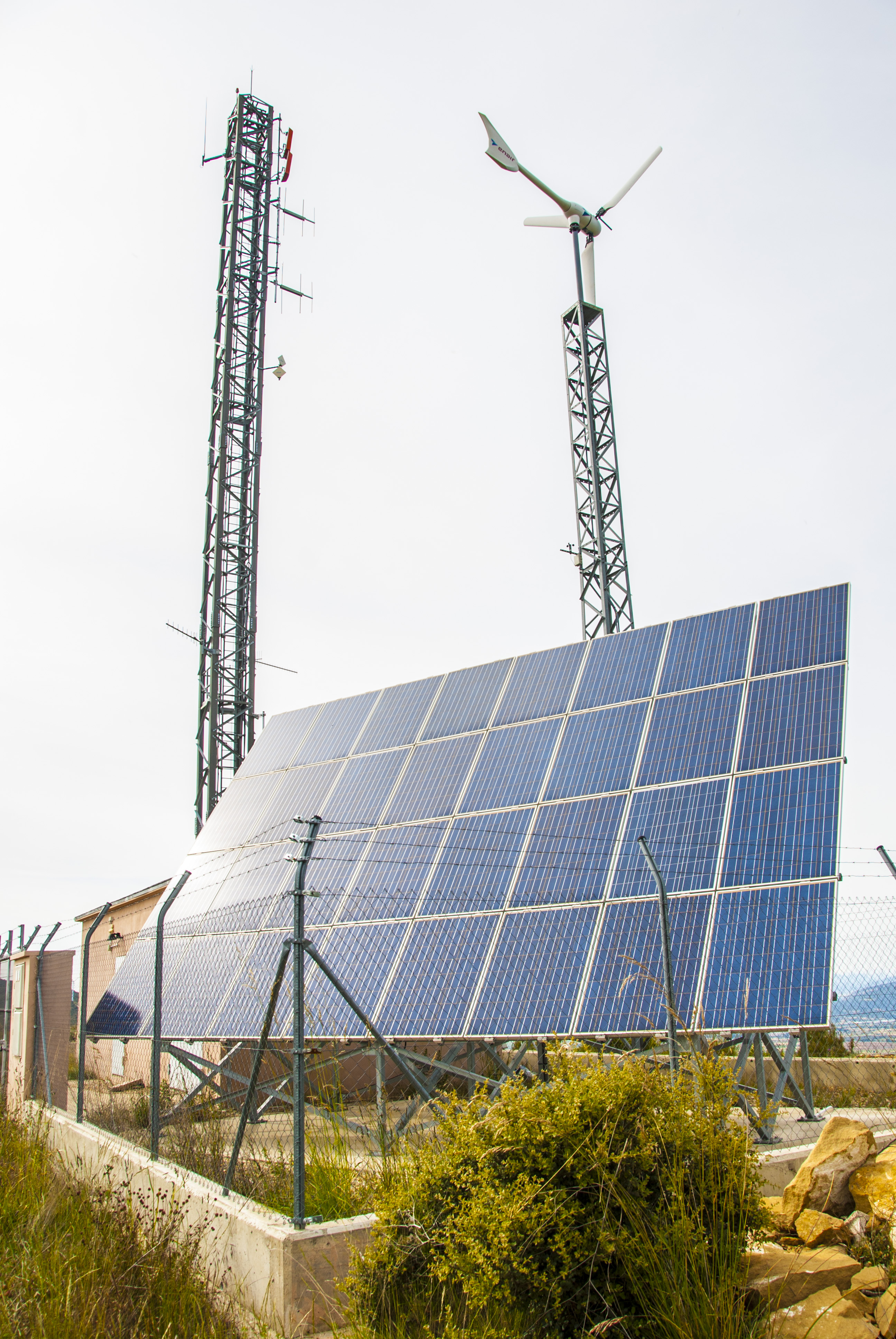
رايس إنيرجي توربينات الرياح الصغيرة والطاقة الشمسية الكهروضوئية في برج اتصالات

الموقع الخلوي خارج الشبكة غير متصل بشبكة الكهرباء العامة. عادة ما يكون النظام خارج الشبكة بسبب صعوبة الوصول أو الافتقار إلى البنية التحتية. تتم إضافة خلايا الوقود أو أنظمة الطاقة الاحتياطية الأخرى إلى مواقع الخلايا الحرجة لتوفير الطاقة اليومية وحالات الطوارئ. تستخدم المواقع تقليديًا مجموعات المولدات التي تعمل بمحركات الاحتراق الداخلي،  ومع ذلك، نظرًا لكونها أقل كفاءة من الطاقة العامة، فإنها تزيد من نفقات التشغيل وتشكل مصدرًا للتلوث (الغلاف الجوي، والصوت، وما إلى ذلك) وبعضها في المناطق المحمية بالبيئة والمحافظة على المناظر الطبيعية.
قد تكون المصادر المتجددة، مثل الطاقة الشمسية وطاقة الرياح  متاحة حيث توجد مواقع الخلايا. يمكن أن يقلل هذا من تكلفة الوقود إلى الموقع الخلوي أو برج الاتصالات بنسبة تصل إلى 75٪ ويمكن دعمها بواسطة نظام مولد الوقود الذي يسمح لموقع الخلية بالعمل عندما لا تكفي المصادر المتجددة. يتكون أحد أنظمة إنتاج الطاقة من:
- - توليد الكهرباء من طاقة الشمس مولد كهرباء.
- - عنفة رياح.
- - خلايا وقود المولدات الكهروكيميائية.

في دراسة حالة حديثة، خفضت رايس للطاقة الإنفاق التشغيلي الشهري لمواقع الخلايا من 1300 إلى 1500 دولار أمريكي باستخدام أجيال الديزل التقليدية، إلى 150 دولارًا أمريكيًا باستخدام تركيبات تخزين طاقة الرياح والطاقة الشمسية والبطارية.
يتم تخزين الطاقة الكهربائية من مصادر متقطعة في بطاريات ثانوية مصممة عادةً للحصول على متوسط يومين من الاكتفاء الذاتي، والمعروف أيضًا باسم الاستقلالية، لإتاحة الوقت لموظفي الصيانة للوصول إلى الموقع عند الحاجة إلى الإصلاح.
توفر أنظمة الطاقة المتجددة الطاقة الكهربائية عند توفرها. يتم تنشيط خلايا الوقود فقط عندما لا تكفي المصادر الطبيعية لتوفير الطاقة التي يحتاجها النظام. تم تصميم مصدر الطاقة في حالات الطوارئ (خلايا الوقود) لتدوم 10 أيام في المتوسط. وبهذه الطريقة يكون الهيكل مكتفيًا ذاتيًا تمامًا: وهذا يمكّن فريق الصيانة من القيام بزيارات قليلة فقط إلى الموقع، حيث يصعب الوصول إليه عادةً.

## تمويه

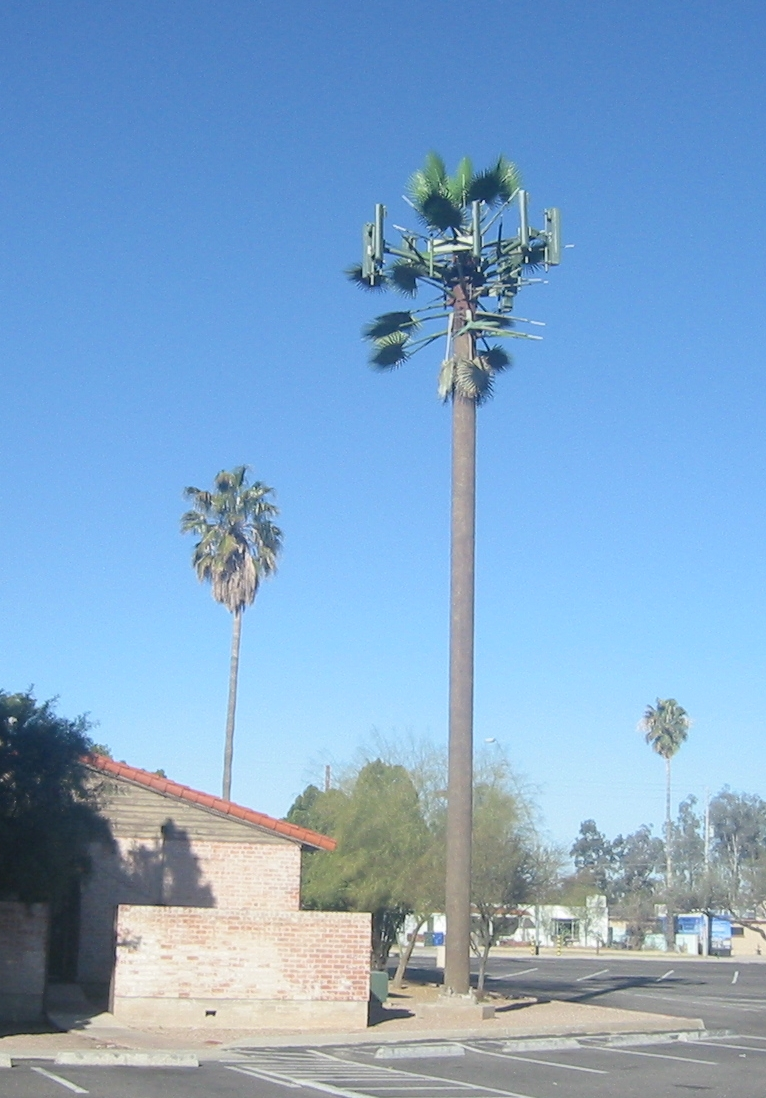
مونوبول مموه، يسمى "مونوبالم"، في توكسون، أريزونا

غالبًا ما توجد معارضة محلية للصواري الجديدة لأسباب تتعلق بالسلامة والمظهر. يتم التعامل مع هذا الأخير أحيانًا عن طريق إخفاء الصاري كشيء آخر، مثل عمود العلم أو مصباح الشارع أو شجرة (مثل أشجار النخيل وأشجار الصنوبر والسرو) أو هياكل الأسطح أو الميزات الحضرية مثل المداخن أو الألواح.
يمكن لمواقع الخلايا المخفية أن تميز نفسها بشكل أوراق الشجر ونوع اللحاء. تتكون أوراق كل هذه الهوائيات من أوراق مصنوعة من مادة بلاستيكية مصممة بدقة، مع مراعاة الكمية والشكل والمصفوفة المناسبة لإخفاء الهوائيات تمامًا وجميع أجزاء الملحقات بطريقة طبيعية. تضمن المواد المستخدمة الشفافية المطلقة للكهرباء الراديوية ومقاومة الأشعة فوق البنفسجية. تشمل الألقاب «مونوبالم» لمونوبول متنكّر في هيئة شجرة نخيل أو لصاري متنكّر في هيئة شجرة صنوبر. في أحادي القطب، يتم إخفاء الهوائيات الاتجاهية أحيانًا في غلاف بلاستيكي بالقرب من أعلى العمود بحيث يمكن التخلص من العارضتين المتقاطعتين.

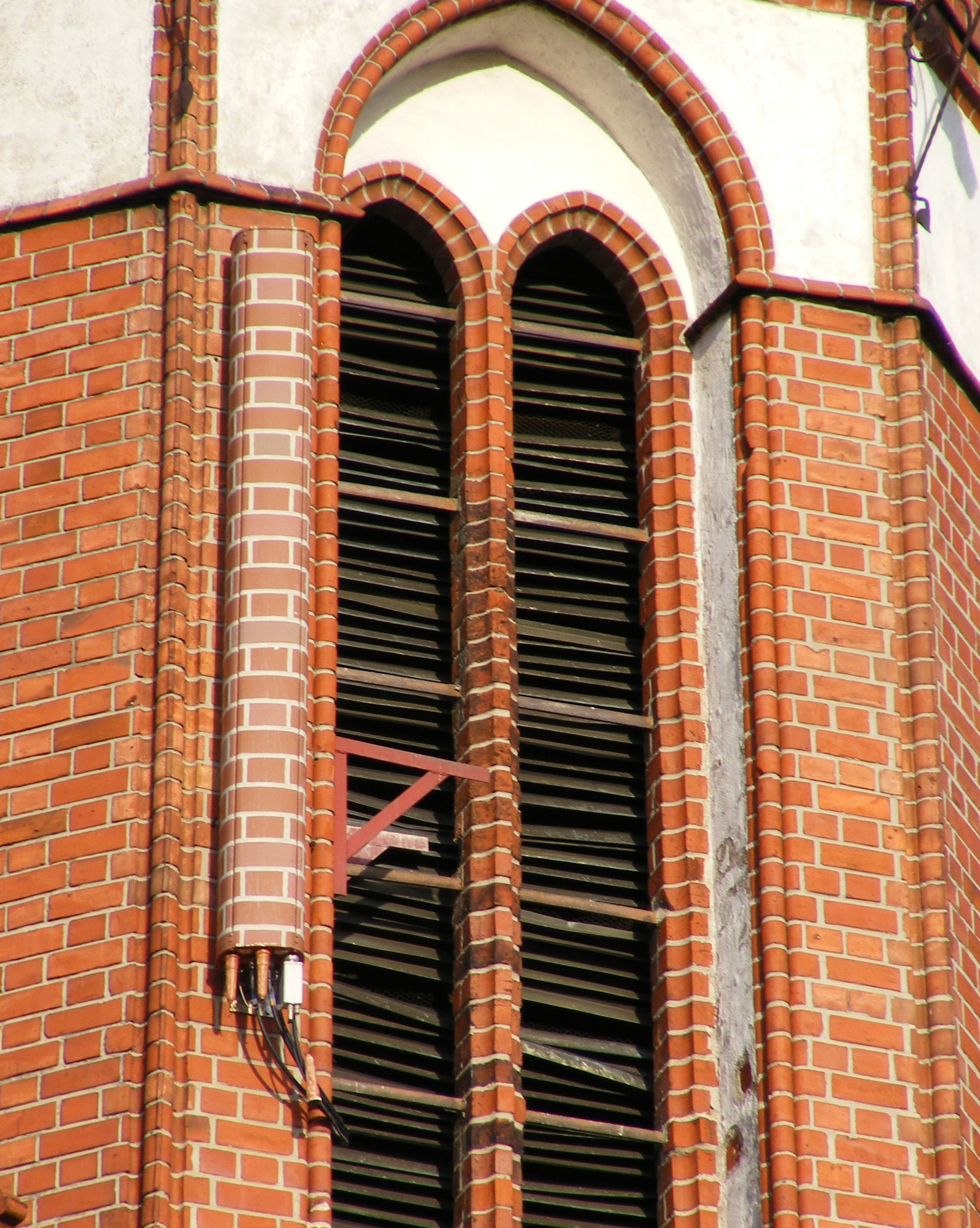
هوائي ملون ليناسب المبنى المضيف، في سوبوت، بولندا

قد تخفي الهياكل السطحية مثل المداخن أو الألواح المخفية، التي يبلغ ارتفاعها من 6 إلى 12 مترًا، واحدًا أو أكثر من مشغلي الهاتف المحمول في نفس المحطة. يمكن تثبيت ألواح أقنعة السقف على الهياكل الموجودة على السطح، وإعادة تصميمها بسرعة وبتكلفة منخفضة.
أصبحت محطات الهواتف المحمولة رمزًا معاصرًا، ومتصلة ومتشابكة مع الشبكات المادية وغير المادية. تيليستايلز هي أبراج خلوية ممزوجة معمارياً، نتيجة التعاون مع المصممين والمهندسين المعماريين.

## مصغر
طور باحثون في ألكاتل-لوسنت موقعًا خلويًا يسمى لايتراديو يناسب راحة اليد. إنه بحجم مكعب روبيك. إنه قادر على ترحيل إشارات 2G و3G و4G . فهي أكثر كفاءة في استخدام الطاقة وتوفر النطاق العريض بكفاءة أكبر من المواقع الخلوية الحالية. يمكن استخدامها في المناطق الحضرية المكتظة بالسكان لإفساح المجال لمزيد من الفضاء الراديوي.

## روابط خارجية
- FCC: معلومات الترخيص العالمية